# Уральська сільська рада (Кваркенський район)
Ура́льська сільська рада (рос. Уральский сельский совет) — сільське поселення у складі Кваркенського району Оренбурзької області Росії.
Адміністративний центр — село Уральське.

## Історія
Станом на 2002 рік існували Уральська сільська рада (села Більшовик, Верхня Кардаїловка, Максим Горький, Покровка, Уральське) та Уртазимська сільська рада (села Алексієвка, Березовка, Сосновка, Уртазим).
2018 року ліквідована Уртазимська сільська рада, територія увійшла до складу Уральської сільради.

## Населення
Населення — 1817 осіб (2019; 2327 в 2010, 3044 у 2002).

## Склад
До складу сільської ради входять:
| Населений пункт          | Населення, осіб (2002) | Населення, осіб (2010) |
| ------------------------ | ---------------------- | ---------------------- |
| Алексієвка, село         | 76                     | 25                     |
| Березовка, село          | 282                    | 178                    |
| Більшовик, село          | 272                    | 200                    |
| Верхня Кардаїловка, село | 276                    | 238                    |
| Максим Горький, село     | 253                    | 243                    |
| Покровка, село           | 311                    | 231                    |
| Сосновка, село           | 232                    | 157                    |
| Уральське, село          | 594                    | 487                    |
| Уртазим, село            | 748                    | 568                    |